# Project Superpowers
Project Superpowers (Progetto Superpoteri) è una miniserie a fumetti statunitense, di genere supereroistico, pubblicata in otto albi dalla casa editrice Dynamite Entertainment dal 2008 al 2010. Venne scritta da Alex Ross e Jim Krueger e disegnata principalmente da Carlos Paul.
Il progetto nasce dalla riproposizione di personaggi risalenti alla cosiddetta Golden Age della storia del fumetto americano, corrispondente all'epoca della seconda guerra mondiale, i cui diritti sono caduti nel pubblico dominio. Si tratta di creazioni della Fox Comics, della Crestwood Publications e della Nedor Comics. Il progetto ha previsto la creazione di personaggi originali quali Spirito Americano e lo Scarabeo. Il protagonista è Fighting Yank, del parco personaggi della Nedor.
La vicenda si incentra sul mito del vaso di Pandora, che sarebbe stato riaperto da Adolf Hitler durante la Grande Guerra. A cavallo della fine della seconda guerra mondiale, Fighting Yank sacrifica i suoi colleghi supereroi, imprigionandoli al suo interno nel tentativo di chiudere il vaso con il male da esso scatenato. In epoca post-contemporanea, l'eroe viene istigato a recuperare l'oggetto magico e a liberare i suoi compagni.
In Italia è stata pubblicata in due volumi della testata Collezione 100% Cult Comics dall'editore Panini Comics